# Wildenkogel
Der Wildenkogel ist ein 3021 m ü. A. hoher Berg im Gschlößkamm in der Venedigergruppe (Hohen Tauern) in Österreich. Der technisch relativ einfach zu besteigende Dreitausender liegt unmittelbar westlich vom Felbertauerntunnel.

## Aufstiegsrouten
Der Wildenkogel gilt als technisch relativ einfach zu besteigender Dreitausender. Er kann ohne Hochtourenausrüstung, bei besonders guten Verhältnissen sogar bis in den Oktober hinein ohne Gletscher- und Schneekontakt bestiegen werden.
Von Osten, also vom Matreier Tauernhaus im Tauerntal kann der Wildenkogel über einen markierten Pfad in etwa 4½ Stunden bestiegen werden (1500 Höhenmeter). Der oft sehr steile und nicht immer deutlich sichtbare Steig führt durch eine Hochgebirgslandschaft mit mehreren Seen (Löbbensee, Wildensee und ein kleiner See am unteren Ende des Wildenkeeses); im unteren Teil ist das Landschaftsbild vor allem durch grasiges und erdiges Gelände geprägt, weiter oben dann bestimmen annähernd vegetationsloses Blockgelände und Schneefelder die Umgebung. Bis zu einer Höhe von 2.600 m verläuft der Weg fast durchgehend parallel zu einem steil hinunterstürzenden Bach (im untersten Teil heißt dieser Löbbenbach). Ab der Wildenkogelscharte (ca. 2.865 m) führt die Route über den von groben Blöcken strukturierten Südgrat des Wildenkogels, der Schwindelfreiheit und leichte Kletterfähigkeiten erfordert (Schwierigkeitsgrad I der UIAA-Skala).
Von Westen führt ein markierter Pfad von der Badener Hütte (2608 m) in ca. drei Stunden zum Gipfel des Wildenkogels. Dabei quert man zunächst zum Löbbentörl und steigt über Blockgestein zum Südgrat auf.

## Bilder

Wildenkogel vom Inneren Knorrkogel aus gesehen.
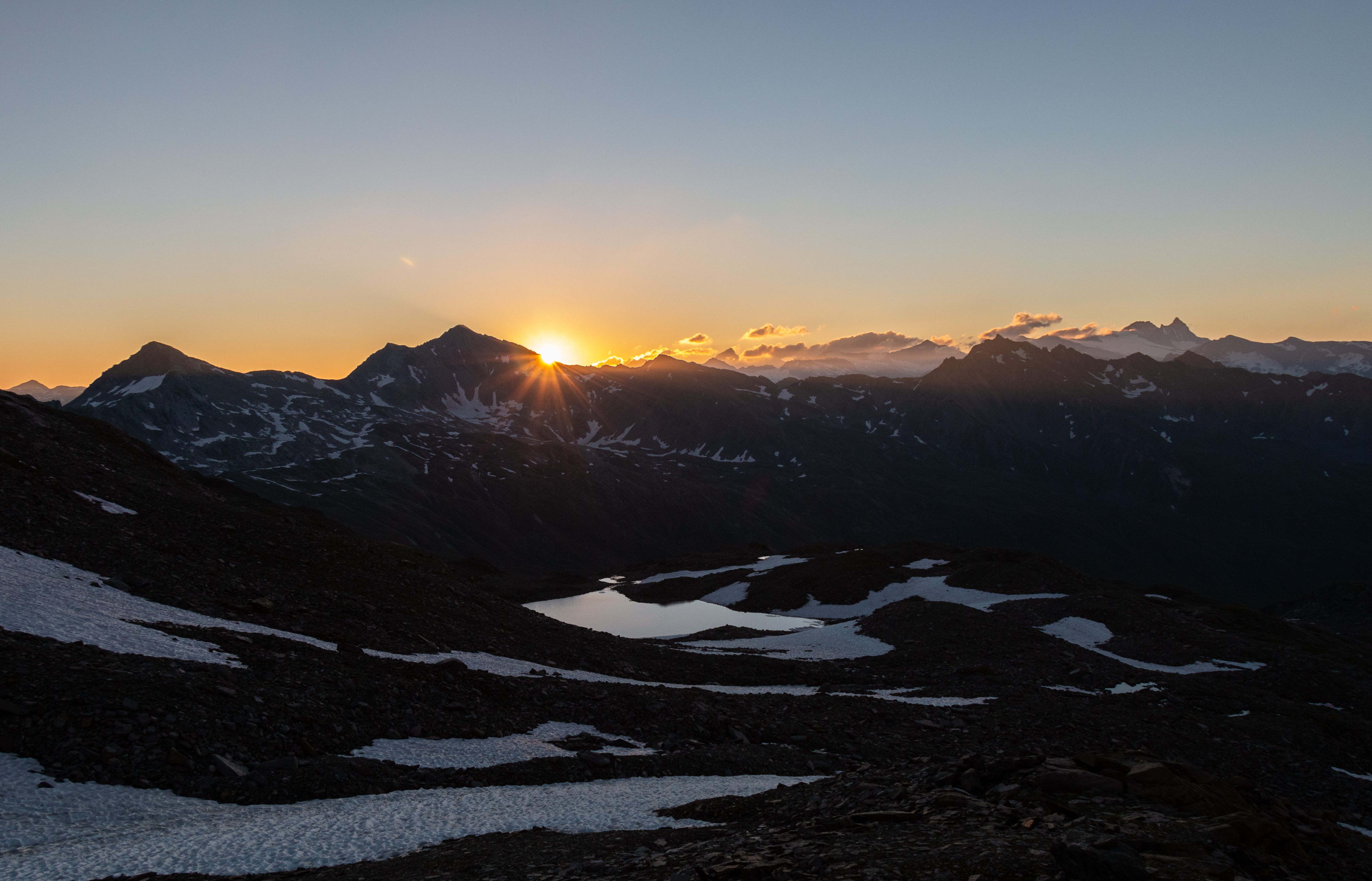
Sonnenaufgang über dem Wildenkogel. Im Hintergrund der Großglockner.
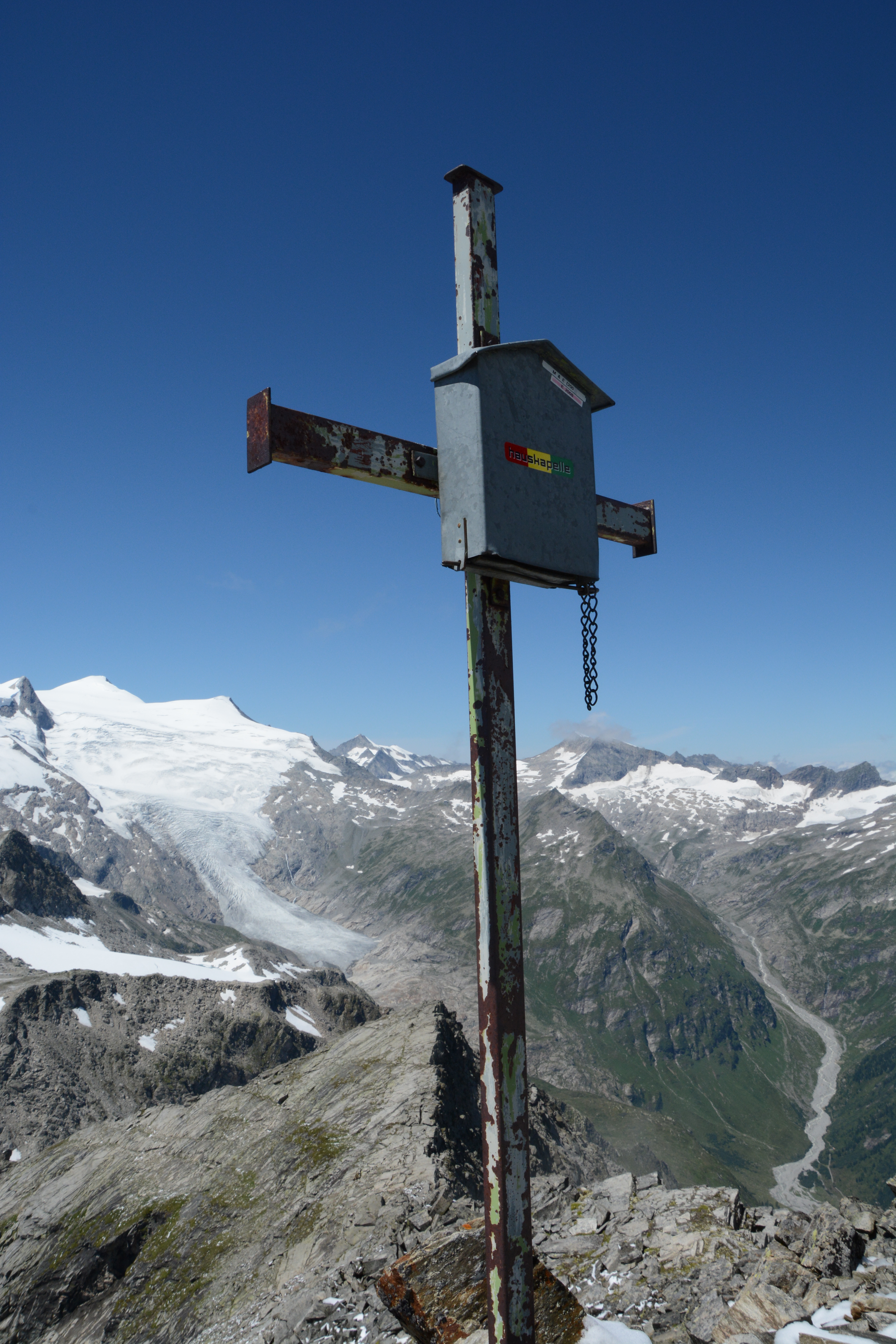
Gipfelkreuz des Wildenkogels mit Blick auf das zentrale Venedigermassiv.